# Haagsch Studenten Schutters Korps 'Pro Libertate'

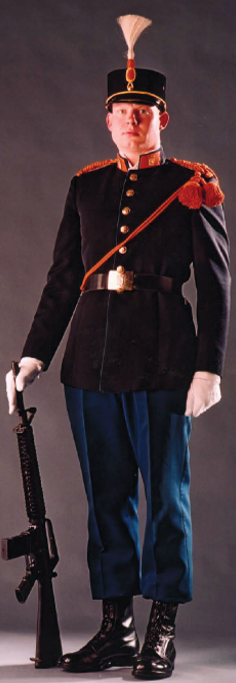
Het Ceremoniële Tenue van de Schutter van het Haagsch Studenten Schutters Korps "Pro Libertate".

Het Haagsch Studenten Schutters Korps "Pro Libertate" (kortweg HSSK) is een Nederlandse Studentenweerbaarheid, gevestigd in Den Haag. De vereniging is onafhankelijk, ofwel geen onderdeel van een studentencorps of andere vereniging. Het moederregiment van het HSSK is Regiment Van Heutsz.

## Geschiedenis

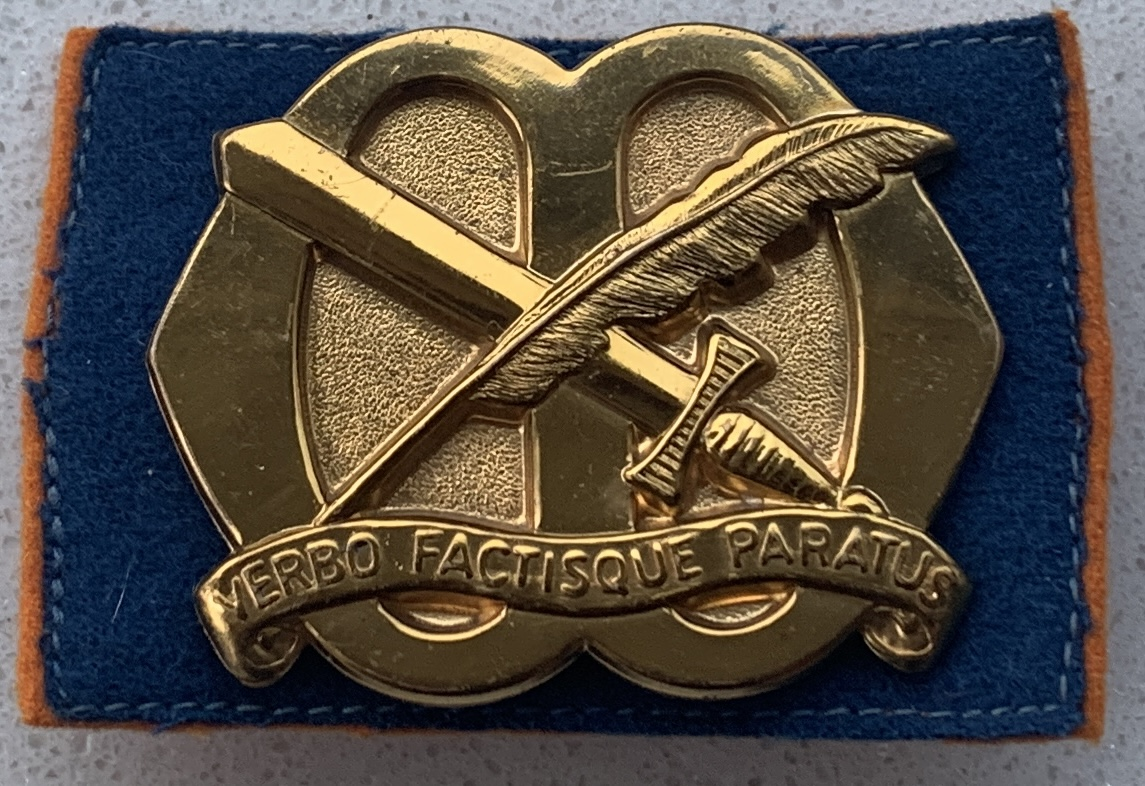
Het oorspronkelijke baretembleem van het Haagsch Studenten Schutters Korps 'Pro Libertate'.

Tot diep in de 20ste eeuw waren de enige studentenweerbaarheden de verenigingen die waren aangesloten bij de corpora (Amsterdam, Delft, Groningen, Leiden, Rotterdam, Utrecht en Wageningen). Een drietal studenten dat studeerde in Leiden, Delft en Rotterdam, maar woonde in Den Haag, ervoer het als een gemiste kans dat juist de Hofstad niet over een eigen studentenweerbaarheid beschikte. Daarnaast waren de studenten van mening dat bij de bestaande weerbaarheden de nadruk meer op borrelen dan op de krijgsmacht was komen te liggen. Het drietal, allen reserve-officier, richtte daarom op 4 maart 1959 een nieuwe weerbaarheid op, het Haagsch Studenten Schutters Korps "Pro Libertate". De kersverse weerbaarheid richtte zich op studenten met belangstelling voor de krijgsmacht, krijgsgeschiedenis en de schietsport. De vereniging was aanvankelijk een ondervereniging van de Haagsche Studenten Vereeniging (HSV), maar stelde zich in de loop der tijd steeds onafhankelijker van haar moedervereniging op. In 1977 splitste het HSSK zich af, om zo een eigen vereniging te vormen.
In 1959 werd de oprichting van de nieuwe weerbaarheid door zowel het Ministerie van Defensie als door de andere weerbaarheden niet met gejuich ontvangen. Het ministerie wilde (op 25 maart 1960) wel toestemming geven voor het oprichten van een studentenschietvereniging, maar als weerbaarheid werd het HSSK niet erkend. Defensie hanteerde de regel dat slechts één studentenweerbaarheid per universiteit of hogeschool werd toegestaan. De leden van het HSSK studeerden met name in Leiden en Delft, waar al een weerbaarheid was (Pro Patria respectievelijk D.S.W.), en een hogeschool bevond zich in die beginjaren in Den Haag nog niet. Daarnaast was men bang dat het erkennen van een niet aan een corps gekoppelde weerbaarheid een precedent zou scheppen voor het oprichten van andere, meer obscure weerbaarheden. De corpora vreesden verder voor nieuwe studentengroepen die hun bestaande tradities niet zouden willen respecteren.
Door het gebrek aan erkenning, moest het HSSK het lange tijd stellen zonder gala-uniform, wat een vereiste is om aan ceremoniële evenementen mee te mogen doen. Meerdere verzoeken om bij officiële gelegenheden een eigen tenue te mogen dragen, werden afgewezen. Wel werd de vereniging door Defensie in de loop van de tijd uitgenodigd bij schietoefeningen met de andere weerbaarheden. Pas diep in de jaren 1980 werd de vereniging door Defensie officieel als weerbaarheid erkend, en op 17 maart 1989 kreeg het een moederregiment toegewezen. Maar het zou nog tot 1990 duren voordat de vereniging zich daadwerkelijk in een eigen tenue kon vertonen. De weerbaarheden van Delft en Leiden hadden zich in 1989 ernstig misdragen bij hun aantreden als erehaag op het Binnenhof tijdens Prinsjesdag, en werden daarom het jaar erop eenmalig geschorst. De vrijgekomen plaatsen mochten worden ingenomen door het HSSK, dat voor deze gelegenheid alsnog een ceremonieel tenue kreeg aangemeten.
In 1998 werd ter ere van het 39-jarig bestaan van de vereniging het boek Haagsch Studenten Schutters Korps "Pro Libertate" uitgegeven. Drie jaar later wijdde de Openbare Bibliotheek aan het Spui een tentoonstelling aan het HSSK. De tentoonstelling werd officieel geopend door de generaal-majoor der marechaussee C. Neisingh.
Op 7 december 2024 werd op het Lustrumgala op Sociëteit de Witte, ter ere van het 65-jarig bestaan van de vereniging, het tweede Korpsboek over de jaren 1998-2019 uitgereikt aan de bataljonscommandant van haar moederregiment, het Regiment Van Heutsz. 

Sinds haar oprichting staat het lidmaatschap open voor zowel mannen als vrouwen. In 2014 kreeg de vereniging als eerste Nederlandse weerbaarheid een vrouwelijke commandant.

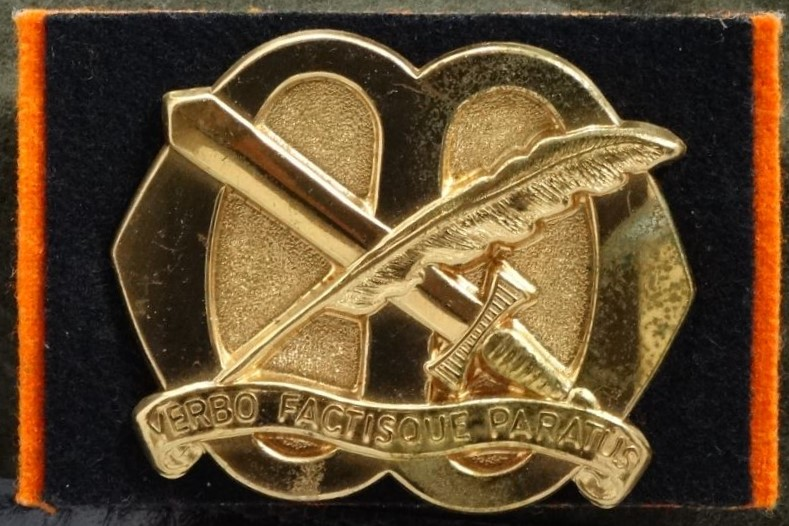
Het baretembleem zoals gedragen door HSSK 'Pro Libertate' anno 2024, waarbij het achtergrondje van het moederregiment Regiment Van Heutsz wordt gedragen.

## Ceremonieel tenue
Het ceremonieel tenue van het HSSK is gebaseerd op de uniformen van het Koninklijk Nederlandsch-Indisch Leger en de Haagse Schutterij, en werd in 1990 ontworpen in samenwerking met dhr. Smits, gepensioneerd kostuumontwerper van het ministerie van Defensie. De complete set bestaat uit de volgende onderdelen:
- Zwarte kepie, voorzien van een witte pluim
- Zwarte jas, voorzien van oranje versieringen, en een hoog gesloten kraag. Er overheen zit een leren riem (koppel) met een goudkleurige gesp
- Blauwe pantalon met een zwarte bies
- Zwarte laarzen
- Wit katoenen handschoenen

De Korpsleiding draagt in plaats van oranje versieringen goudkleurige versieringen op de zwarte jas, en de gewone witte pluim is vervangen door een witte pluim van hanenveren.

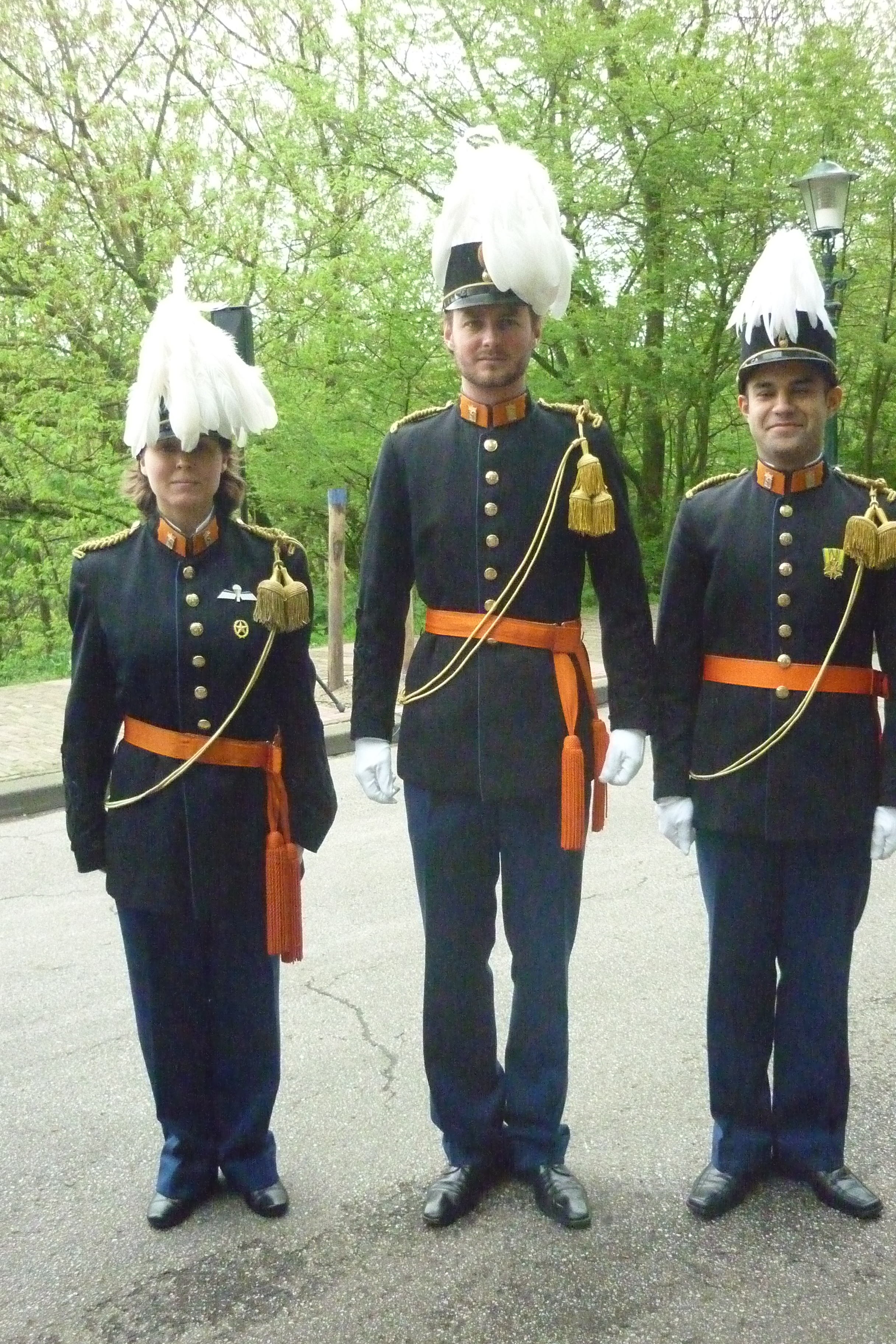
Het Ceremonieel Tenue van het HSSK, zoals gedragen door het Korpscommando.

## Activiteiten
Borrelen doet de vereniging in Bodega De Posthoorn of op haar sociëteit Kraton, dat zich tot en met 2019 op de bovenste verdieping van het pand van de Haagsche Studenten Vereeniging bevond. Korte tijd is er uitgeweken naar de Frederikkazerne in Den Haag, waarna begin 2023 het Korps haar intrek nam op een bovenverdieping van Sociëteit De Vereeniging. 
Er wordt geparticipeerd in de erewacht met Prinsjesdag en de Nationale Herdenking bij het Indisch Monument. In samenwerking met o.a. het eigen moederregiment doen leden mee aan militaire oefeningen, waar de leden worden ingezet als oefenvijand, en is het mogelijk om te leren parachutespringen. Ook wordt er meegedaan aan marsen zoals de Nijmeegse Vierdaagse. Daarnaast is het mogelijk om door Defensie georganiseerde schiettrainingen te volgen ter voorbereiding op de jaarlijkse Prins Bernhardtrofee, waarbij er wordt geschoten met de Colt C7. Verder zijn er door het jaar heen verschillende andere sportieve en sociale activiteiten, die in meer of mindere mate met de krijgsmacht te maken hebben.
Vanwege haar standplaats Den Haag, de "Weduwe van Indië", voelt de vereniging zich betrokken bij het levend houden van de herinnering aan de krijgsgeschiedenis in de voormalige kolonie Indonesië. Dit uit zich onder andere in de samenstelling van het ceremoniële uniform (dat deels gebaseerd is op de gala-uniformen van het KNIL) en de naam van de eigen sociëteit (Kraton). Daarnaast is de vereniging aangesloten bij de Stichting Herdenking 15 augustus 1945, en heeft zij het Regiment Van Heutsz als haar moederregiment.

Op 29 augustus 2024 vond er een bijzonder appèl plaats op de Lange Voorhout in Den Haag om niet enkel het 65-jarig bestaan van het Korps te vieren, maar ook het 35-jarig bestaan van de relatie tussen het Korps en haar moederregiment. 

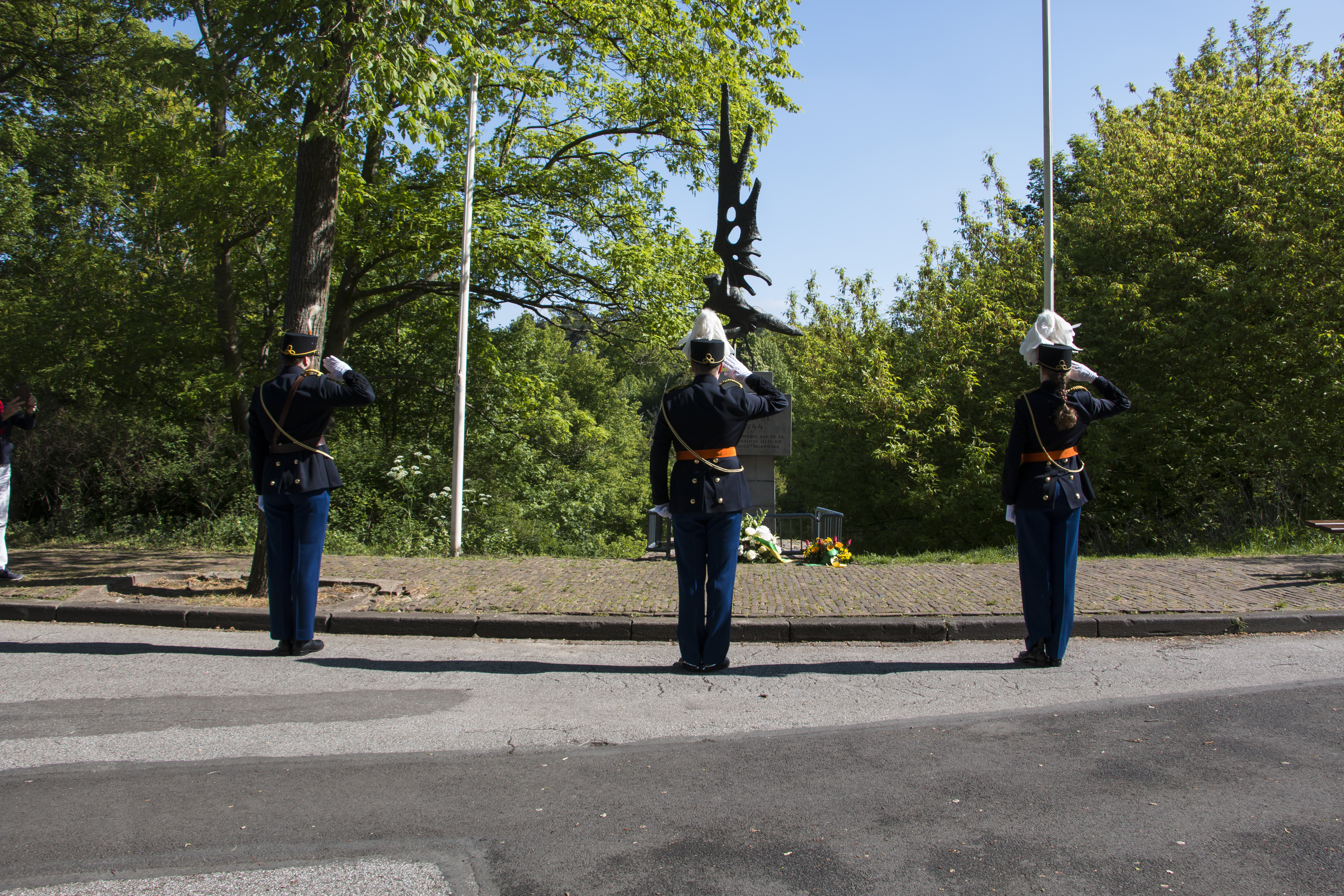
Het Korpscommando in Ceremonieel Tenue tijdens de herdenking op 4 mei 2020 bij het Englandspielmonument in 's-Gravenhage.

## Korpscommando der HSSK "Pro Libertate"
Het Korpscommando is het bestuur van de HSSK "Pro Libertate". Het Korpscommando der HSSK "Pro Libertate", dat wordt gevormd uit schutters van Pro Libertate, bestaat uit de:
- Praeses (Korpscommandant)
- Ab-Actis
- Quaestor
- Assessor Primus
- Assessor Secundus